# 사이베리아 (1994년 비디오 게임)
《사이베리아》(Cyberia)는 1994년 1월 MS-DOS용으로 출시된 SF 액션 어드벤처 비디오 게임으로, 2년 뒤에 플레이스테이션, 세가 새턴, 3DO 게임기용으로도 출시되었다. 후편 《사이베리아 2: 리저렉션》(Cyberia 2: Resurrection)은 1995년 도스와 윈도우 9x용으로 출시되었다.

## 줄거리
사이베리아는 전 세계 경제 붕괴 5년 후인 2027년 즈음의 미래를 배경으로 하고 있다.

## 평가
사이베리아의 평가는 대체적으로 혼재되어 있다.

## 사이베리아 2: 리저렉션
후편으로서 《사이베리아 2: 리저렉션》(Cyberia 2: Resurrection)은 1995년 MS-DOS와 마이크로소프트 윈도우용으로 출시되었다. 오리지널과 동일한 게임플레이를 갖추고 있으면서 개선된 3차원 레더링 그래픽에 게임 내 시네마틱의 양을 증가시켰다.